# Scatopsciara nana
Scatopsciara nana is een muggensoort uit de familie van de rouwmuggen (Sciaridae). De wetenschappelijke naam van de soort is voor het eerst geldig gepubliceerd in 1871 door Winnertz.